# Frida Boccara
Frida Boccara, född 29 oktober 1940 i Casablanca, Marocko, död 1 augusti 1996 i Paris, Frankrike, var en fransk sångerska.
Boccara var en av de fyra vinnarna av Eurovision Song Contest 1969 (Spanien, Frankrike, Storbritannien och Nederländerna) med låten Un jour, un enfant.